# 臼木秀剛
臼木 秀剛（うすき ひでたけ、1981年3月28日 - ）は、日本の政治家。国民民主党所属の衆議院議員（1期）。

## 来歴
父の仕事をきっかけに神奈川県茅ヶ崎市、兵庫県揖保郡太子町と転居し、幼稚園年中から兵庫県姫路市に在住。兵庫県立姫路西高等学校卒業後、信州大学経済学部経済システム法学科を経て、新潟大学大学院実務法学研究科修了（法務博士）。
司法試験を志すも二度の不合格で挫折し、2011年4月にハローワークの求人をきっかけに加藤学衆議院議員の公設第二秘書に就任。2012年4月、田村謙治衆議院議員私設秘書。同年、国会議員政策担当秘書試験に合格し、2013年1月より中川正春衆議院議員政策担当秘書。いずれも地元担当秘書として長野県、静岡県、三重県でそれぞれ勤務した。2015年1月より岡本充功衆議院議員政策担当秘書を務め、以後は国会担当秘書として議員会館にて勤務。2020年1月から2022年3月までは源馬謙太郎衆議院議員政策担当秘書を務めた。
2022年4月に国民民主党北海道総支部連合会代表に就任。同年7月の第26回参議院議員通常選挙に北海道選挙区から立候補するも落選。その後2022年8月より同党本部の職員として国会対策、青年局等の事務局を担当。
2024年10月9日、国民民主党は第50回衆議院議員総選挙比例北海道ブロックに擁立を予定していた新人候補が辞退し、代わりに臼木を擁立すると発表。10月27日の投開票の結果、初当選した。

## 選挙
| 当落 | 選挙                     | 執行日         | 年齢 | 選挙区             | 政党       | 得票数    | 得票率 | 定数 | 得票順位 /候補者数 | 政党内比例順位 /政党当選者数 |
| ---- | ------------------------ | -------------- | ---- | ------------------ | ---------- | --------- | ------ | ---- | ------------------ | ---------------------------- |
| 落   | 第26回参議院議員通常選挙 | 2022年07月10日 | 41   | 北海道選挙区       | 国民民主党 | 9万1127票 | 3.90%  | 3    | 6/12               | /                            |
| 当   | 第50回衆議院議員総選挙   | 2024年10月27日 | 43   | 比例北海道ブロック | 国民民主党 |           |        | 8    | /                  | 1/1                          |